# たたら (掃海艇)
たたら（ローマ字：JDS Tatara, MSC-610、AGS-5113）は、海上自衛隊の掃海艇。かさど型掃海艇の7番艇。艇名は多々良島に由来する。

## 艦歴
「たたら」は、第1次防衛力整備計画に基づく昭和33年度計画掃海艇310号艇として、日立造船神奈川工場で1959年3月30日に起工され、1960年1月14日に進水、1960年3月26日に就役し、横須賀地方隊に編入された。同年5月1日、横須賀地方隊隷下に第34掃海隊が新編され「つくみ」とともに編入。
1961年9月1日、第34掃海隊が、同日付で新編された第2掃海隊群に編入。
1973年3月31日、第34掃海隊が横須賀地方隊に編入。
1975年12月15日、海洋観測艇に種別変更され、艇名が海洋観測艇3号（AGS-5113）に改称。呉地方隊に編入。
1984年3月30日、除籍。